# 이기동 (역사가)
이기동(李基東, 1943년~)은 대한민국의 역사가이자, 교수이다. 주 분야는 한국 고대사이며, 특히 신라 관련 연구에서 큰 업적을 남겨 한국에서 '원로 국사학자'라는 평가를 받는다.